# Humpday - Un mercoledì da sballo
Humpday - Un mercoledì da sballo è un film indipendente del 2009 scritto, diretto e prodotto da Lynn Shelton.
Il film è stato girato in sole due settimane a Seattle, con parte dei dialoghi improvvisati. È stato presentato al Sundance Film Festival.
Il film è stato distribuito nelle sale cinematografiche italiane il 4 giugno 2010.

## Trama
Gli amici Ben e Andrew si ritrovano a distanza di dieci anni, dai tempi del college in cui facevano pazzie. Ben si è da tempo accasato vivendo un matrimonio ordinario, mentre Andrew ha sempre condotto una vita vagabonda senza responsabilità. Per dimostrarsi a vicenda di saper ancora trasgredire, i due amici si sfidano a realizzare un film pornografico gay, da presentare al festival pornografico della città. Con l'ausilio di una videocamera digitale, Ben e Andrew decidono di chiudersi in una stanza d'albergo per girare il film, ma le cose non vanno come preventivate e i due dovranno confrontarsi la propria omosessualità latente o presunta. Tra pregiudizi e convenzioni sociali dominanti metteranno in discussione la propria vita.

## Accoglienza
Oltre ad essere stato presentato al Sundance Film Festival, il film è stato presentato nella sezione Quinzaine des Réalisateurs del Festival di Cannes 2009, successivamente ha vinto il Premio della giuria della rivelazione Cartier al Festival del cinema americano di Deauville e il Premio John Cassavetes degli Independent Spirit Awards 2010.

## Remake
Il 3 ottobre 2012 esce nelle sale cinematografiche francesi Do Not Disturb, remake di Humpday scritto, diretto ed interpretato da Yvan Attal. Del cast fanno parte anche François Cluzet, Laetitia Casta, Charlotte Gainsbourg e Asia Argento.

## Riconoscimenti
- Festival del cinema americano di Deauville 2009
  - Premio della giuria della rivelazione Cartier
- Independent Spirit Awards 2010
  - Premio John Cassavetes
- Sundance Film Festival 2009
  - Special Jury Prize for Spirit of Independence
- National Board of Review Awards 2009
  - Migliori film indipendenti